# Metropolitan Toronto

Flagge von Metropolitan Toronto

Metropolitan Toronto (offiziell: Municipality of Metropolitan Toronto) war von 1953 bis 1998 die übergeordnete Verwaltungseinheit der Stadt Toronto. Sie ging infolge des Municipality of Metropolitan Toronto Act vom 15. April 1953 aus den 13 Gemeinden East York, Etobicoke, Forest Hill, Leaside, Long Branch, Mimico, New Toronto, North York, Scarborough, Swansea, Toronto, Weston und York hervor. Diese waren in der historischen Verwaltungseinheit York County vereint. Am 1. Januar 1967 verschmolzen zahlreiche Gemeinden miteinander, so dass die 13 Gemeinden auf sechs reduziert wurden. 1998 wurde Metropolitan Toronto schließlich zur Einstufigen Gemeinde Toronto verschmolzen.
Die heutigen Stadtgrenzen von Toronto sind identisch mit denen von Metropolitan Toronto zur Zeit ihrer Auflösung; ihre Fläche betrug 630,18 km². Heutzutage wird der Großraum Toronto als Greater Toronto Area bezeichnet; dieser Einheit ist jedoch rein geografischer und nicht mehr politischer Natur. 

## Politische Struktur
Metropolitan Toronto verfügte über einen eigenen Rat mit einem Vorsitzenden (Chairman of the Municipality of Metropolitan Toronto). Die Mitglieder des Rates verfügten über eigene Ressorts und Entscheidungskompetenzen. Der erste Vorsitzende des Rates war Frederick Gardiner und wurde noch von der Provinz Ontario berufen. Spätere Vorsitzende wurden von den Ratsmitgliedern gewählt. Das Metropolitan Toronto hatte während seines Bestehens insgesamt sechs Vorsitzende: 
- Frederick Gardiner, 1953–1961 (Toronto)
- William R. Allen, 1962–1969 (Toronto)
- Albert Campbell, 1970–1973 (Scarborough)
- Paul Godfrey, 1973–1984 (North York)
- Dennis Flynn, 1984–1988 (Etobicoke)
- Alan Tonks, 1988–1997 (York)